# Evangelische Kirche (Bollenbach)

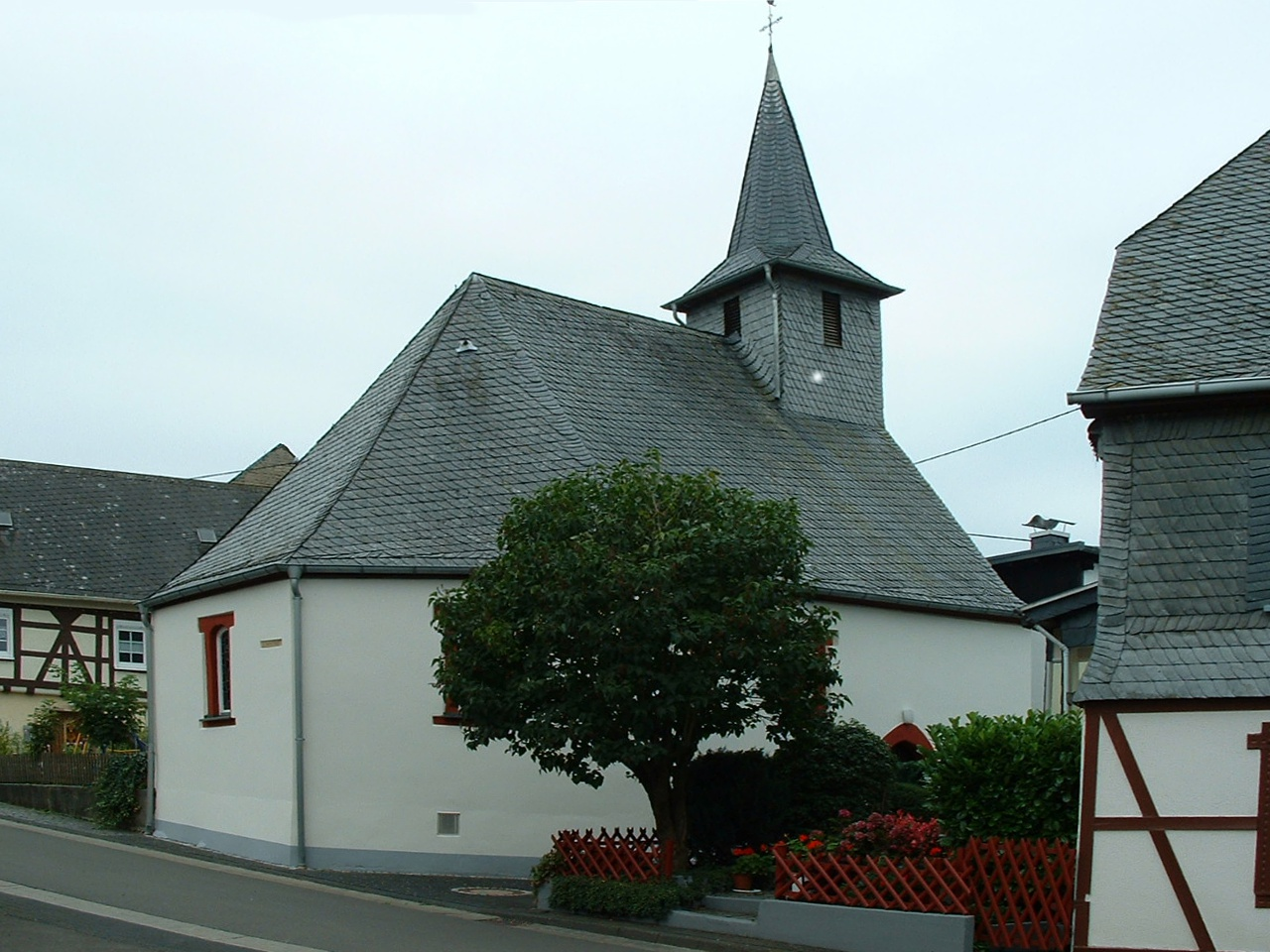
Kirche von außen

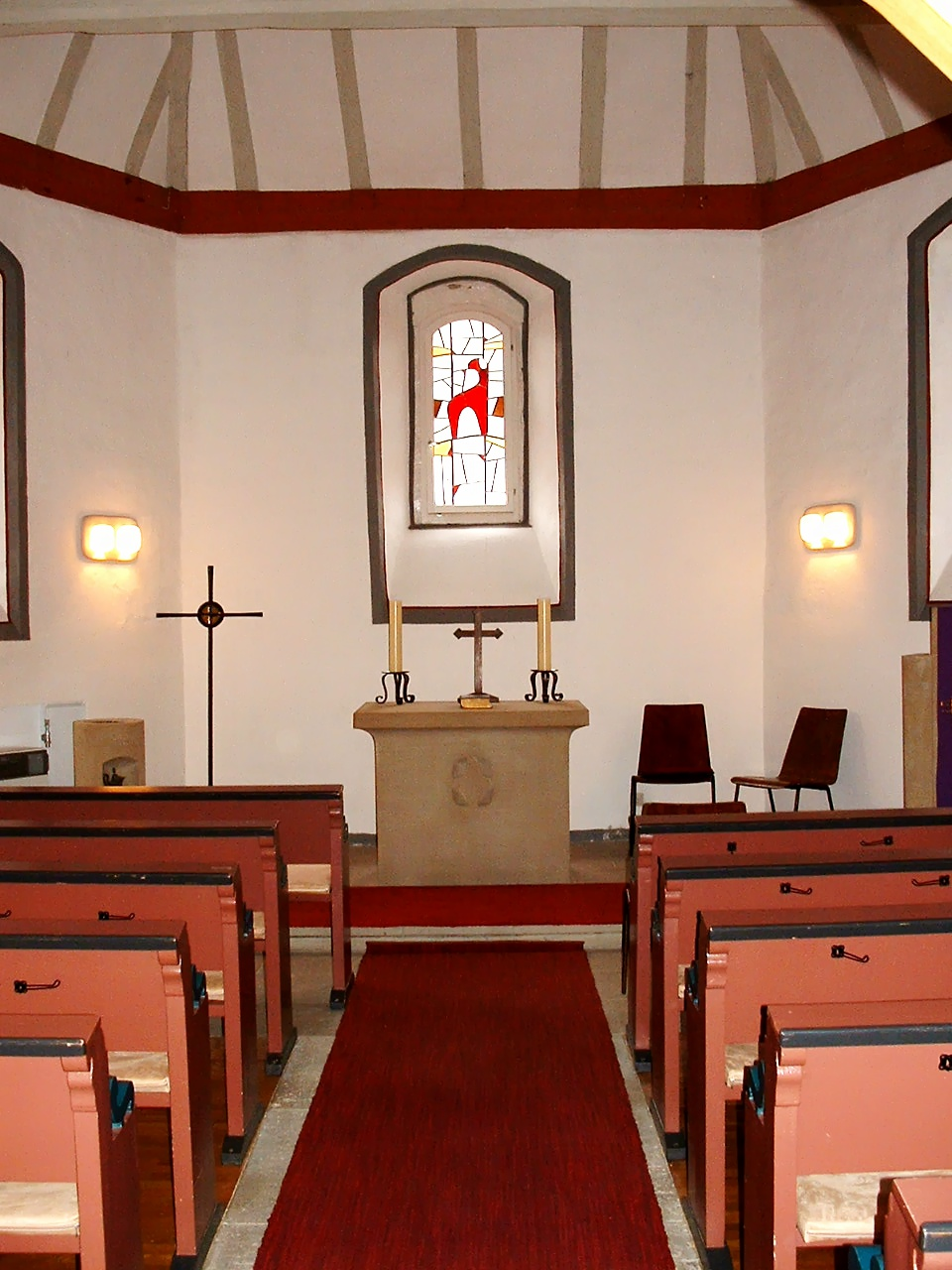
Schiff und Chor

Die Evangelische Kirche Bollenbach ist eine Kirche in Bollenbach im Hunsrück, im Landkreis Birkenfeld in Rheinland-Pfalz. Sie geht auf das frühe 8./9. Jahrhundert zurück und gehört zur evangelischen Kirchengemeinde Rhaunen-Hausen im Kirchenkreis Trier der Evangelischen Kirche im Rheinland.

## Geschichte

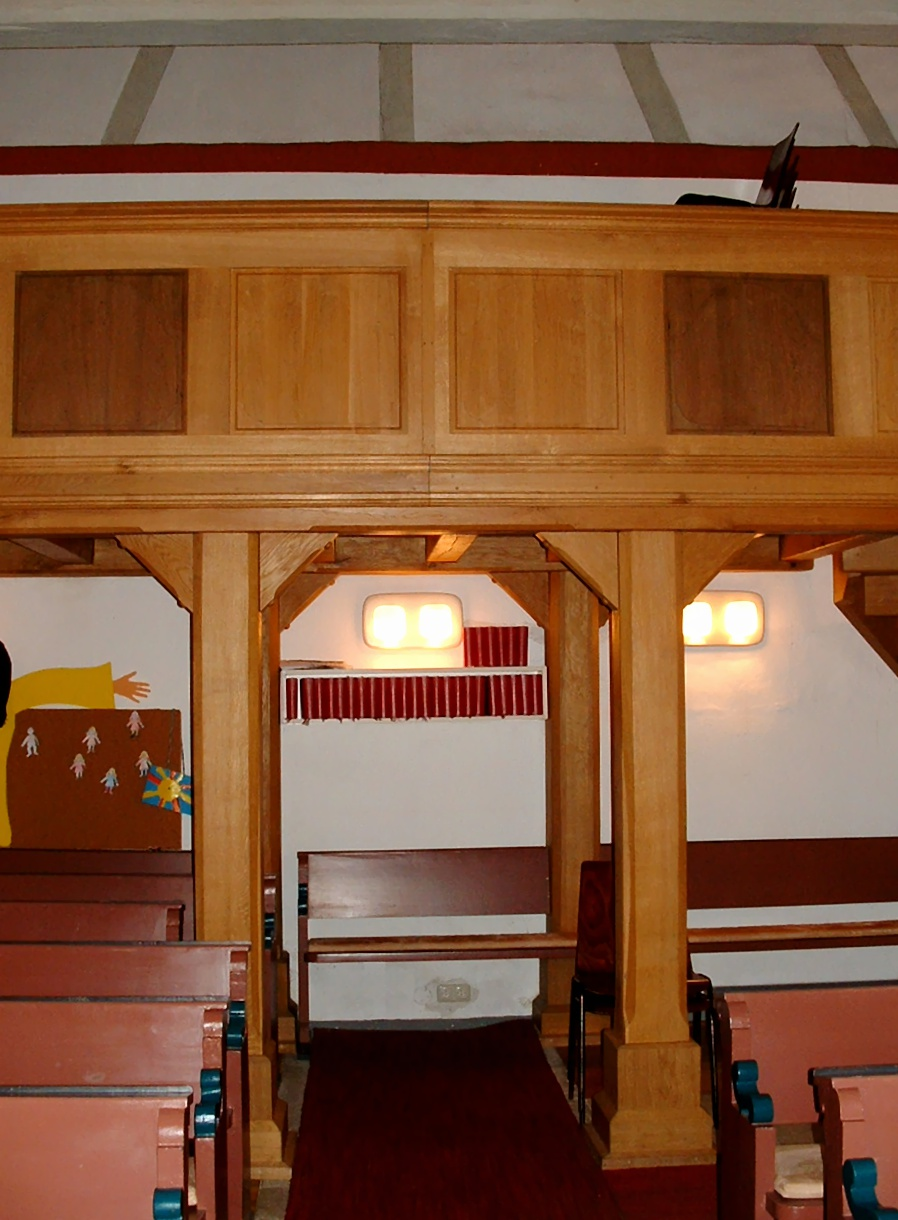
Empore und Orgel

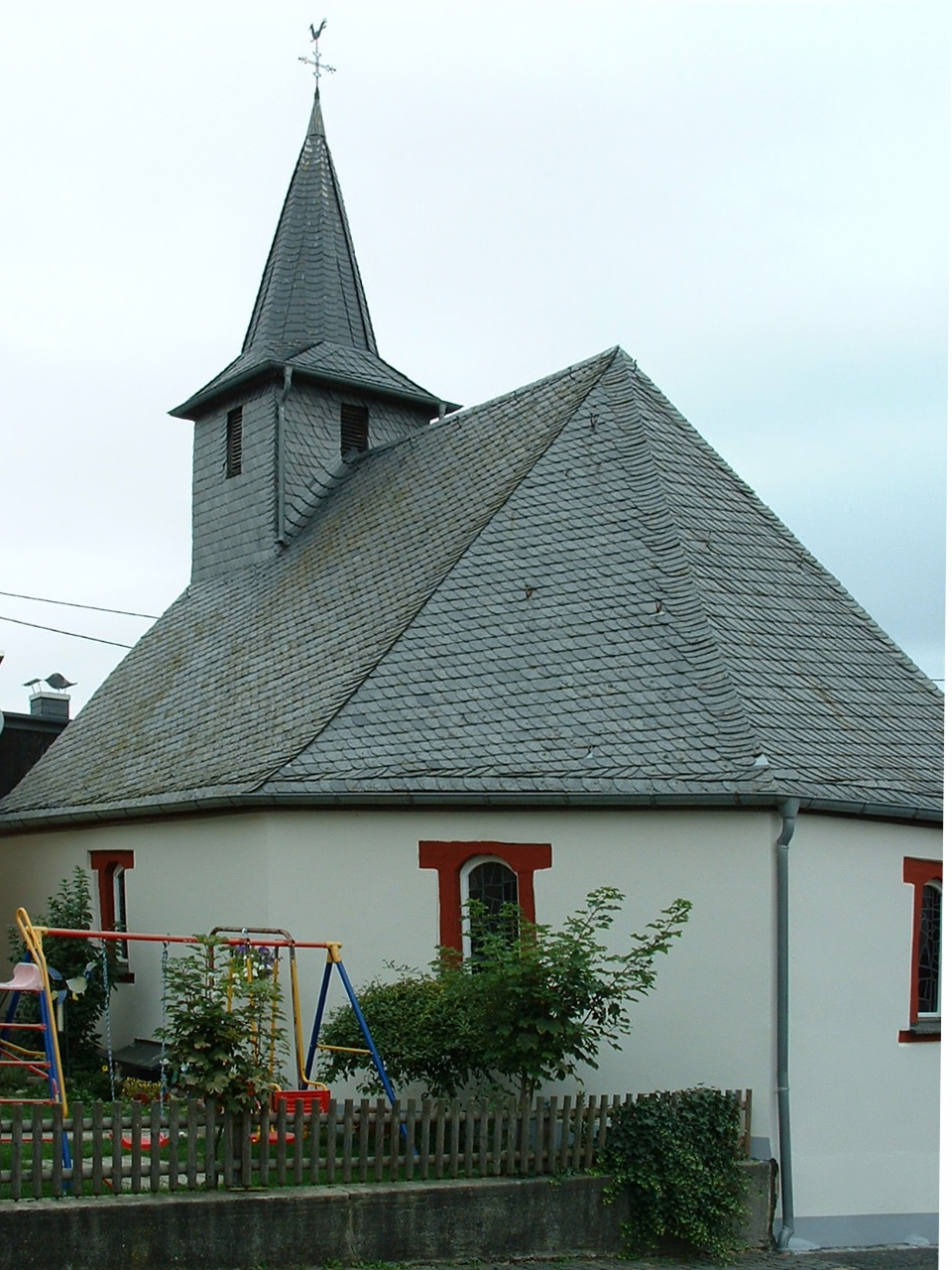
Chor von außen

Die Filialkirche gehörte ursprünglich zur Pfarrei Hausen, seit Anfang des 18. Jahrhunderts zu Rhaunen. Der Ort ist 1331 als Teil des Hochgerichts Rhaunen bezeugt. Die Kirche erhielt 1621 einen neuen Fußboden und 1719 wurde möglicherweise mit Benutzung älterer Baureste der heutige Bau errichtet.

## Architektur und Ausstattung
Die verputzte, aus Bruchsteinen erbaute Saalkirche mit dreiseitigem Chorschluss ist 9,80 m lang, 7,30 m breit und 4 m hoch.
An der Nordseite befindet sich eine spitzbogige Tür mit der Jahreszahl 1719. Sie besitzt vier flachbogige Fenster und einen verschieferter Dachreiter mit achtbogiger Spitze. Im Inneren ist eine flache hölzerne Tonne in Fachwerkkonstruktion mit Zugankerbalken. Die Kirchenbänke sind aus der Erbauungszeit der Kirche.

## Nutzung
Die Kirche ist eine von zwei Kirchen der ehemaligen Kirchengemeinde Hausen, die seit 2004 mit Rhaunen pfarramtlich verbunden war und 2012 fusionierte. Seit 2011 besteht eine Verbindung der Gemeinde Rhaunen-Hausen mit Hottenbach-Stipshausen. Gottesdienste finden etwa alle ein bis zwei Monate statt.